# Neowerdermannia
Neowerdermannia Fric è un genere di piante della famiglia delle Cactacee.

## Tassonomia
Il genere comprende le seguenti specie:
- Neowerdermannia chilensis Backeb.
- Neowerdermannia vorwerkii Fric